# 簗田藤左衛門
簗田 藤左衛門（やなだ とうざえもん、生年不詳 - 元和6年（1620年））は、陸奥国（会津）の豪商。

## 人物・生涯
先祖代々蘆名家の庇護を受けた特権商人。会津地方の商人司（商人頭）に任じられ、特産品の独占販売を許可される一方で、他国商人の統制や徴税の請負などに活躍した。蘆名家に変わって伊達政宗が会津に入ったのちも特権は認められ、地位を守った。